# Okyroë (Tochter des Cheiron)

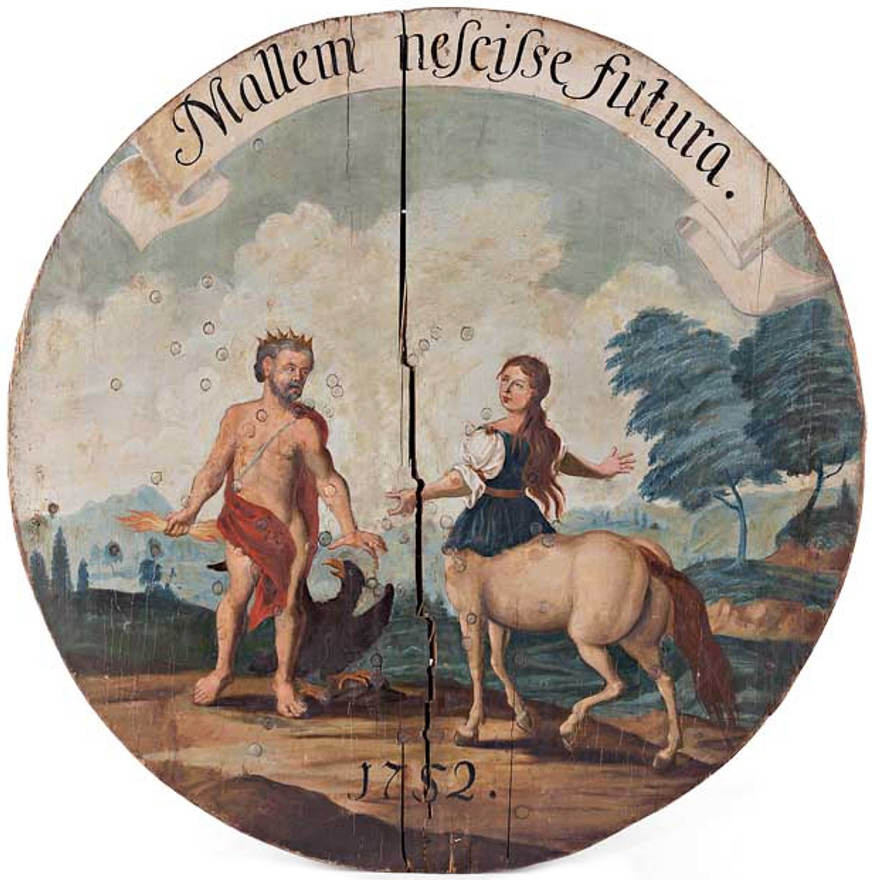
Zeus und Okyroë auf einer Schützenscheibe von 1752 mit dem Ovid-Zitat Mallem nescisse futura („Ich wollte, ich hätte die Zukunft nicht gekannt.“)

Okyroë (altgriechisch Ὠκυρόη Ōkyrhóē) oder Okyrrhoë (Ὠκυρρόη Ōkyrrhóē, lateinisch Ocyrhoë, von ὠκύς ōkýs, deutsch ‚schnell, rasch‘ und ῥοή rhoḗ, deutsch ‚Fluss‘) ist eine Gestalt aus der griechischen Mythologie.
Sie war die Tochter des Kentauren Chiron und der Nymphe Chariklo. Sie besaß die Gabe der Prophetie. Zeus verwandelte sie in eine Stute, weil sie unerlaubt geweissagt hatte, und sie erhielt den Namen Hippe oder Hippo.
Ihre Geschichte wird in den Metamorphosen des Ovid erzählt (2,635–675). Das Thema dieser Verwandlung wurde auch in einer verlorenen Tragödie des Euripides aufgegriffen.